# Дорійці
Дорі́йці (грец. Δωριείς) — одне з чотирьох головних племен стародавніх греків (також іонійці, ахейці та еолійці).

## Походження назви
Щодо походження назви «дорійці» існують кілька версій.
- Згідно з першою, назва грецького племені Δωριείς походить від Δωρις — іншої назви області Дорида (Δωρίδα) у горах західної частини центральної Греції. У Пілосі — одному з місць, підкорених дорійцями під час їхнього вторгнення, знайдені глиняні таблички, написані лінійним письмом Б. В одній з них, яка містить запис про хлібне забезпечення рабів жерців під час свята Богині-Матері Потнії, виявлене чоловіче ім'я «Дорей», «Доріеус»[1]. Ім'я наведене в давальному відмінку як *Dōriēwei, це тип відмінювання на приголосний (з основою на -w-). Незасвідчена множина називного відмінка *Dōriēwes могла перетворитися на Δωριείς через втрату [w] і скорочення звуків. Раби могли отримувати свої імена за місцем свого походження: напр. Μεγαρευς («Мегарець», «з Мегари»)[2]. Суфікс -ευς міг бути вельми продуктивним, утворюючи прізвиська від назв місцевостей, отже, давні дорійці могли отримати своє ім'я від назви цієї області. Проте, Дорис-Дорида класичної доби може бути і не пов'язаним з «Дорисом» мікенського періоду.

- За другою версією, походить від слова δόρυ («спис-дорі»), тобто, буквально — «списоносці»[3].

- Згідно з третьою версією, етнонім Δωριεῖς походить від слова δωρίς («лісиста країна» або «нагір'я», «полонина»), похідного від того ж слова δόρυ, але у його первісному значенні — «дерево». Тобто, «дорійці» — «люди з лісистих земель» (пор. «древляни») чи «люди з нагір'їв»[4].

- За четвертою версією, слово Δωριεῖς пов'язане з давньогрецькими словами δώσε («дай») та δῶρον («дар»), які виводяться з праіндоєвропейського кореня *dō- («давати»). Тобто, «дорійці» буквально значить — «подарований народ». Цю версію висунув американський історик Джонатан Голл, ґрунтуючися на матеріалі давньогрецького міфу про повернення нащадків Геракла[5]. Поет Тіртей писав, що «Спарта — божествений дар Зевса та Гери» нащадкам Геракла. В одному з варіантів міфу спартанський цар Тіндарей вручає йому своє царство на подяку за повернення престолу. Геракл «просить царя берегти дар, доки нащадки героя не зможуть його затребувати».

## Історія
За переказами дорійці спочатку жили в європейській Греції, біля Олімпу і Осси, в фессалійській місцевості Гестіейє і в Доріді біля Ети. Близько 1100 року до н. е., під керівництвом гераклідів, завоювали Пелопонес (переселення дорійців), завдавши при цьому нищівних ударів ослабленим центрам Ахейської Греції — Мікенам, Тиринфу, Пілосу. Арголіда, Лаконія, Мессенія стали повністю дорійськими. Вони зайняли також частину південного берегу Малої Азії з прилеглими островами (азійська Доріда) та деякі острови Егейського моря, наприклад, Мілос і Феру. На Криті дорійці з тих часів складали основну частину населення.
Основні держави дорійців: Спарта, поліси Крита, Аргос. На західному березі Еллади, в Сицилії та південній Італії вони заснували колонії, які досягли невдовзі високого розквіту. Мегара колонізувала Босфор, Понт Евксінський (Чорне море) і Сицилію. Із Фери вийшли дорійські поселення в Киренаіці. Найбільш чітко проявився характер дорійського племені в Спарті.
Дорійці вирізнялися мужнім та рівним характером. Їхній діалект, за античними оцінками, поступався у «гнучкості та м'якості» іонічному. Їхні племенні особливості виявилися переважно у мові, музиці (див. дорійський лад), поезії та архітектурі.